# Jesús Marzán
Jesús E. Marzán (1912 – 1969) è stato un cestista filippino.

## Carriera
Con le Filippine disputò le Olimpiadi del 1936.
Fu parte del San Beda Red Lions negli anni '30. Il quartetto formato insieme a Charles Borck, Ángel de la Paz e Antonio Carillo divenne noto come i quattro cavalieri dell'apocalisse.